# Anxan
|  | No s'ha de confondre amb la ciutat-prefectura xinesa d'Anshan, a la província de Liaoning. |

Anxan (en sumeri: 𒀭𒍝𒀭 An sá an) va ser un regne de la regió d'Elam, situat al sud-est a l'oest del modern Fars. La seva capital era la ciutat d'Anxan o Anzan. Està testimoniada la seva existència al tercer mil·lenni als textos sumeris i accadis. Estava situada a les muntanyes de Zagros, a uns 50 quilòmetres al nor de la ciutat de Siraz, a l'oest de Persèpolis, a la Província de Fars.

## Història
Anxan es considera l'origen d'una de les civilitzacions conegudes més antigues del món. Va ser ocupada constantment des d'abans de l'any 4000 aC fins al 1000 aC i va estar lligada políticament als elamites, a Susa, i a Mesopotàmia. La seva localització era desconeguda fins al 1972 quan alguns objectes descoberts a les excavacions arqueològiques de Tall-e Malyan, van confirmar que la seva situació era en aquell lloc.
Durant la civilització protoelamita, a finals del quart mil·lenni aC, era un dels principals punts de les rutes comercials, cosa que li va fer aconseguir un augment important de la població. La ciutat d'Anxan era cinc vegades més gran que Susa.
Aquesta ciutat apareix ja al relat èpic sumeri Enmerkar i el Senyor d'Aratta, on es diu que per allí hi passava el camí que anava d'Uruk cap al llegendari país d'Aratta (potser l'actual Jiroft).
Les primeres mencions d'Anxan van lligades als reis sumeris i als reis d'Accad. Al començament del regnat de Manixtuixu els regnes orientals d'Anxan i Xeriku, o Serihu, es van col·ligar i devien amenaçar o atacar Sumer o potser influïen en els regnes d'Awan i Warakshe que estaven més o menys sotmesos. Manixtuixu va lliurar contra els dos regnes una guerra, de la que se sap que va conquerir 32 ciutats. Els dos regnes elamites van passar a formar part dels seus dominis. Cap al 2325 aC el regne d'Anxan era vassall d'Accad, però se'n devia independitzar cap al 2221 aC.
Cap a l'any 2200 aC Gudea de Lagaix diu que va conquerir Anxan. Es sospita que fins aleshores formava part del regne elamita sota el domini de la dinastia d'Awan, justament caiguda per aquell mateix temps. A la dinastia d'Awan la va substituir la de Simaixki, situada a la regió de la moderna Esfahan però sembla que Anxan va seguir sota control o influència sumèria, igual que Susa al Khuzestan.
Cap al 2063 aC el rei (xaixa) d'Anxan es va casar amb una filla del rei Xulgi d”Ur. El mateix Xulgi diu que va devastar Anxan però la pau es va restablir sota el seu fill i successor Xu-Sin, que igualment va donar una filla en matrimoni al rei d'Anxan.
Cap al 2024 aC Anxan va entrar en una aliança amb Elam (Susa) i Simaixki. En aquest moment Simaixki dominava Awan i Susa però després el rei Ibbi-Sin d'Ur els va arrabassar. El seu èxit només va ser temporal. Ibbi-Sin va acabar presoner a Anxan junt amb una estàtua de la deessa Nanna que unes dècades més tard el seu segon rei, Gimililixu, va retornar a Isin. L'any 1916 aC hi va fer una expedició el sobirà Gungunum cinquè rei de Larsa.
Sota poder d'Elam amb la dinastia Epàrtida, els reis d'aquest país van agafar el títol de reis d'Anzan (transcripció elamita del nom) i de Xuixan  (del que deriva Susa). Encara que els reis de la dinastia portaven el títol de reis i de sukkal-mab (grans regents) apareixen sukkal-mabs d'Elam i Simaixki, i també sukkals (regents, càrrec generalment exercit pel fill del rei) de Susa però no d'Anxan. Sembla que en aquest temps es va despoblar i que el centre polític es va desplaçar a Susa.
La dinastia Epàrtida va desaparèixer potser sota el pes de la invasió cassita, però quan aproximadament el 1300 aC (després de 200 anys de buit de poder) reapareix una nova dinastia elamita, el seu sobirà torna a portar el títol de rei d'Anzan i Susa. Probablement en aquest temps la capital es trobava a la regió d'Anxan, ja que dels reis Attatkittax i el seu successor Humbannumena (circa el 1300 aC) no s'han trobat inscripcions a Susa i només a la península de Buixehr al sud del Fars. Tanmateix, l'arqueologia sembla demostrar que després la capital va ser a Susa i que Anxan era poc més que una vila de província a la part oriental dels dominis elamites.
Elam va perdre la independència als voltants de l'any 1100 aC quan Nabucodonosor I de Babilònia va envair el país. Segles després quan es va restablir el regne, un dels reis, Sutruk-Nakhunte III (717-699 aC) va agafar el títol de Gran Rei d'Anzan i Susa. El títol desaparegué després de Hallutaix-Inshushinak, que va ser deposat pels assiris potser l'any 693 aC el que suggereix que Anxan s'havia perdut en el regnat d'aquest sobirà. Khudur Nakhunte III, va ser expulsat pels assiri-babilonis cap a les muntanyes d'Hidalu al Khuzestan oriental. Més tard, el rei Humbanumena III (692 aC-687 aC aproximadament) va renovar l'aliança amb Assíria-Babilònia i va demanar també l'auxili militar de districtes veïns com Anxan i Parsuwaix, un regne menor on està testimoniat en temps d'Assurbanipal el rei Kuraix segurament Cir I que portava el títol de gran rei d'Anxan. Parsuwaix i Anxan serien de fet la mateixa província independitzada al segle vii aC d'Elam. La crònica de Nabònides encara es refereix a Cir II el Gran com rei d'Anxan o de Parsu.

## Arqueologia
La localització de la ciutat va ser incerta durant molt de temps. Se sap ara que Anxan se situa al lloc de Tall-i Malyan on s'han fet diverses troballes i que té una antiguitat de més de 6.000 anys. La característica principal del lloc consisteix en un monticle baix de capçalera plana d'unes 130 hectàrees d'extensió i de 4 a 6 metres d'alçada. A tres costats hi ha les restes d'una muralla de 5 quilòmetres de llargada, que data dels períodes finals de Banesh i Kaftari. Les troballes estaven formades principalment per tauletes cuneïformes del període protoelamita i elamita mitjà, diversos segells i unes restes de ceràmica importants per a datar la cronologia.